# Notoncus ectatommoides
Notoncus ectatommoides é uma espécie de formiga do gênero Notoncus, pertencente à subfamília Formicinae.